# Mufulira Wanderers
Mufulira Wanderers Football Club – zambijski klub piłkarski, grający w pierwszej lidze, mający siedzibę w mieście Mufulira.

## Historia
Klub został założony w 1953 roku. Swoje pierwsze sukcesy zaczął osiągać w latach 60. Wtedy też pięciokrotnie sięgał po tytuł mistrza Zambii w latach 1963, 1965, 1966, 1967 i 1969. W latach 70. dwukrotnie zostawał mistrzem kraju (1976 i 1978). Z kolei swój ósmy i dziewiąty tytuł mistrzowski zdobył w latach 1995 i 1996. Mufulira Wanderers w swojej historii dziesięciokrotnie zdobywał Puchar Zambii, a fakt ten miał miejsce w latach 1965, 1966, 1968, 1971, 1973, 1974, 1975, 1976, 1988 i 1995.
Mufulira Wanderers osiągał także sukcesy na arenie międzynarodowej. W 1975 roku awansował do półfinału Pucharu Zdobywców Pucharów, z którego odpadł po dwumeczu z kameruńskim Tonnerre Jaunde (0:1, 2:2). W 1977 roku dotarł do półfinału Pucharu Mistrzów, w którym uległ ghańskiemu Hearts of Oak, dzięki gorszemu bilansowi goli strzelonych na wyjeździe (5:2 u siebie, 0:3 na wyjeździe). W 1978 roku Mufulira Wanderers grał w półfinale Pucharu Zdobywców Pucharów, w którym okazał się gorszy od algierskiego NA Hussein Dey (2:1 u siebie, 0:1 na wyjeździe).

## Stadion
Domowe mecze klub rozgrywa na stadionie o nazwie Shinde Stadium w Mufulirze. Stadion może pomieścić 10000 widzów.

## Sukcesy
- Zambian Premier League:

mistrzostwo (9): 1963, 1965, 1966, 1967, 1969, 1976, 1978, 1995, 1996
- Puchar Zambii:

zwycięstwo (10): 1965, 1966, 1968, 1971, 1973, 1974, 1975, 1976, 1988, 1995
finalista (2): 1977, 1978
- Zambian Challenge Cup:

zwycięstwo (9): 1967, 1968, 1969, 1978, 1984, 1986, 1994, 1996, 1997

## Występy w afrykańskich pucharach
| Sezon | Rozgrywki                 | Runda | Kraj              | Klub                   | Dom | Wyjazd | Dwumecz                         |
| ----- | ------------------------- | ----- | ----------------- | ---------------------- | --- | ------ | ------------------------------- |
| 1975  | Puchar Zdobywców Pucharów | 1     | Tanzania          | JKU FC                 | 3–0 | 3–1    | 6–1                             |
| 1975  | Puchar Zdobywców Pucharów | 1/4   | Madagaskar        | Fortior Mahajanga      | -   | -      | walkower dla Mufuliry Wanderers |
| 1975  | Puchar Zdobywców Pucharów | 1/2   | Kamerun           | Tonnerre Jaunde        | 2–2 | 0–1    | 2–3                             |
| 1977  | Puchar Mistrzów           | 1     | Lesotho           | Maseru United          | 1–1 | 2–2    | 3–3                             |
| 1977  | Puchar Mistrzów           | 1/8   | Kenia             | Gor Mahia              | 4–2 | 1–2    | 5–4                             |
| 1977  | Puchar Mistrzów           | 1/4   | Algieria          | MC Algier              | 2–0 | 1–2    | 3–2                             |
| 1977  | Puchar Mistrzów           | 1/2   | Ghana             | Hearts of Oak          | 5–2 | 0–3    | 5–5                             |
| 1978  | Puchar Zdobywców Pucharów | 1     | Madagaskar        | Fortior Mahajanga      | 3–1 | 1–1    | 4–2                             |
| 1978  | Puchar Zdobywców Pucharów | 1/4   | Tanzania          | KMKM FC                | -   | -      | walkower dla Mufuliry Wanderers |
| 1978  | Puchar Zdobywców Pucharów | 1/2   | Algieria          | NA Hussein Dey         | 2–1 | 0–1    | 3–3                             |
| 1979  | Puchar Mistrzów           | 1     | Tanzania          | Simba SC               | 0–5 | 4–0    | 4–5                             |
| 1985  | Puchar Zdobywców Pucharów | 1     | Eswatini          | Manzini Wanderers FC   | 2–0 | 0–0    | 2–0                             |
| 1985  | Puchar Zdobywców Pucharów | 1/4   | Kenia             | AFC Leopards           | 1–1 | 1–1    | 2–2 (k. 3–5)                    |
| 1992  | Puchar CAF                | 1     | Angola            | Sagrada Esperança      | -   | -      | walkower dla Sagrada Esperança  |
| 1996  | Puchar Mistrzów           | 1     | Eswatini          | Mbabane Highlanders FC | 3–0 | 1–0    | 4–0                             |
| 1996  | Puchar Mistrzów           | 1/8   | Południowa Afryka | Orlando Pirates        | 1–1 | 0–1    | 1–2                             |
| 1997  | Liga Mistrzów             | 1     | Rwanda            | APR FC                 | 4–1 | 1–0    | 5–1                             |
| 1997  | Liga Mistrzów             | 2     | Egipt             | Zamalek SC             | 0–1 | 2–5    | 2–6                             |

## Reprezentanci kraju grający w klubie od 1996 roku
Stan na wrzesień 2016.
| - Stanley Banda - Joel Bwalya - Johnson Bwalya - Kalusha Bwalya - David Chabala - Dick Chama - Bernard Chanda - Harrison Chongo - Stephen Kabamba - Allan Kamwanga - Dickson Makwaza | - Gibby Mbasela - Collins Mbulo - Allan Mukuka - Ackim Musenge - Bilton Musonda - Charly Musonda - Vincent Mutale - Samuel Ndhlovu - Jacob Ngulube - Joseph Sitali - Morgan Nkathazo |